# NGC 1969
NGC 1969 (другое обозначение — ESO 56-SC124) — рассеянное скопление в созвездии Золотая Рыба.
Этот объект входит в число перечисленных в оригинальной редакции «Нового общего каталога».
NGC 1969 находится достаточно близко к паре скоплений, состоящей из NGC 1971 и NGC 1972, поэтому они могут быть тройной системой скоплений.